# Gaetano Castrovilli
Gaetano Castrovilli (Canosa di Puglia, 17 de fevereiro de 1997) é um futebolista profissional italiano que joga como meio-campista. Atualmente joga no Monza, emprestado pela Lazio.

## Carreira
Castrovilli é um meio-campista talentoso e versátil com visão ofensiva, com olho para o gol, que é capaz de jogar como meio-campista ofensivo ou como meio-campista central ofensivo, conhecido como o papel de mezzala no jargão do futebol italiano; ele também foi implantado como uma esquerda ala, uma posição que lhe permite cortar em seu pé mais forte direita e disparar à baliza. Jogador rápido, elegante e dinâmico, apesar de não ter um centro de gravidade particularmente baixo, é capaz de mudar de direção rapidamente, sendo também conhecido por sua técnica, habilidade de drible e uso de fintas, bem como sua capacidade de explorar espaços e criar uma vantagem numérica para sua equipe ao atacar com suas últimas corridas de fundo. Devido à sua visão e inteligência, ele está frequentemente envolvido no desenvolvimento de jogadas de ataque, embora também seja conhecido por seu ritmo de trabalho defensivo, desarme e capacidade de cobertura de terreno.
Inicialmente começou a jogar futebol na escola de futebol Minervino. Aos 11 anos, ele ingressou no sistema juvenil de Bari. Ele fez sua estreia pelo time titular da Série B em 2015 e, mais tarde, entrou na equipe titular sob o comando do técnico Roberto Stellone durante a temporada 2016-17, fazendo 11 aparições pelo clube no total.
Suas atuações chamaram a atenção da Fiorentina, que mais tarde foi emprestado para se juntar ao time jovem florentino a fim de participar do Torneo di Viareggio em 2016, durante o qual ele marcou um gol no empate 1-1 contra os argentinos Belgrano ; o time sênior acabou adquirindo-o de Bari em caráter permanente naquele ano por € 400.000. Depois de seis meses com o time da primavera, em 2017 ele foi então enviado por empréstimo ao Cremonese na Serie B por duas temporadas em 2017, onde fez 53 jogos no total, marcando 5 gols.
Em 2019 regressou à Fiorentina e foi incluído nos planos da primeira equipa de Vincenzo Montella; ele fez sua estreia na Série A contra o Napoli no final daquele ano.

## Carreira na Azzurra
Castrovilli fez sua estreia pela Itália sob o comando do técnico Roberto Mancini, em 15 de novembro de 2019, entrando como substituto tardio de Lorenzo Insigne na vitória por 3 a 0 fora de casa sobre a Bósnia e Herzegovina, nas eliminatórias para o Euro 2020 . Após a lesão de Lorenzo Pellegrini, ele foi convocado em junho de 2021 por Mancini para a convocação da Itália para a Euro 2020.
| 2019  | 1 | 0 |
| 2020  | 0 | 0 |
| 2021  | 2 | 0 |
| Total | 3 | 0 |

## Títulos
Seleção Italiana
- Eurocopa: 2020